# Municipio de Greenfield (condado de LaGrange)
El municipio de Greenfield (en inglés: Greenfield Township) es un municipio ubicado en el condado de LaGrange en el estado estadounidense de Indiana. En el año 2010 tenía una población de 1276 habitantes y una densidad poblacional de 13,41 personas por km².

## Geografía
El municipio de Greenfield se encuentra ubicado en las coordenadas 41°44′14″N 85°16′33″O / 41.73722, -85.27583. Según la Oficina del Censo de los Estados Unidos, el municipio tiene una superficie total de 95.14 km², de la cual 94,13 km² corresponden a tierra firme y (1.05 %) 1 km² es agua.

## Demografía
Según el censo de 2010, había 1276 personas residiendo en el municipio de Greenfield. La densidad de población era de 13,41 hab./km². De los 1276 habitantes, el municipio de Greenfield estaba compuesto por el 94,28 % blancos, el 0,31 % eran afroamericanos, el 0,63 % eran amerindios, el 0,16 % eran asiáticos, el 2,43 % eran de otras razas y el 2,19 % eran de una mezcla de razas. Del total de la población el 6,43 % eran hispanos o latinos de cualquier raza.